# 黃創夏
黃創夏（1965年—）是台湾資深媒體人，出身桃園眷村，自稱「野武士」。目前經常在年代新聞台、三立新聞台、東森新聞台

## 爭議事件
在政论节目《朕知道了》中，黄创夏就台湾凤梨滞销问题发表观点称，以台湾2300万人口计算，每人只需食用18公斤凤梨即可解决滞销问题。他声称，「43万吨凤梨，除下2300万人的话，我们每个人只要吃18公斤，四五天之内就解决了」的言论引发社会广泛争议
。

## 外部連結
- 黃創夏的Facebook專頁